# Kapelle Heilig Kreuz (Wallberg)

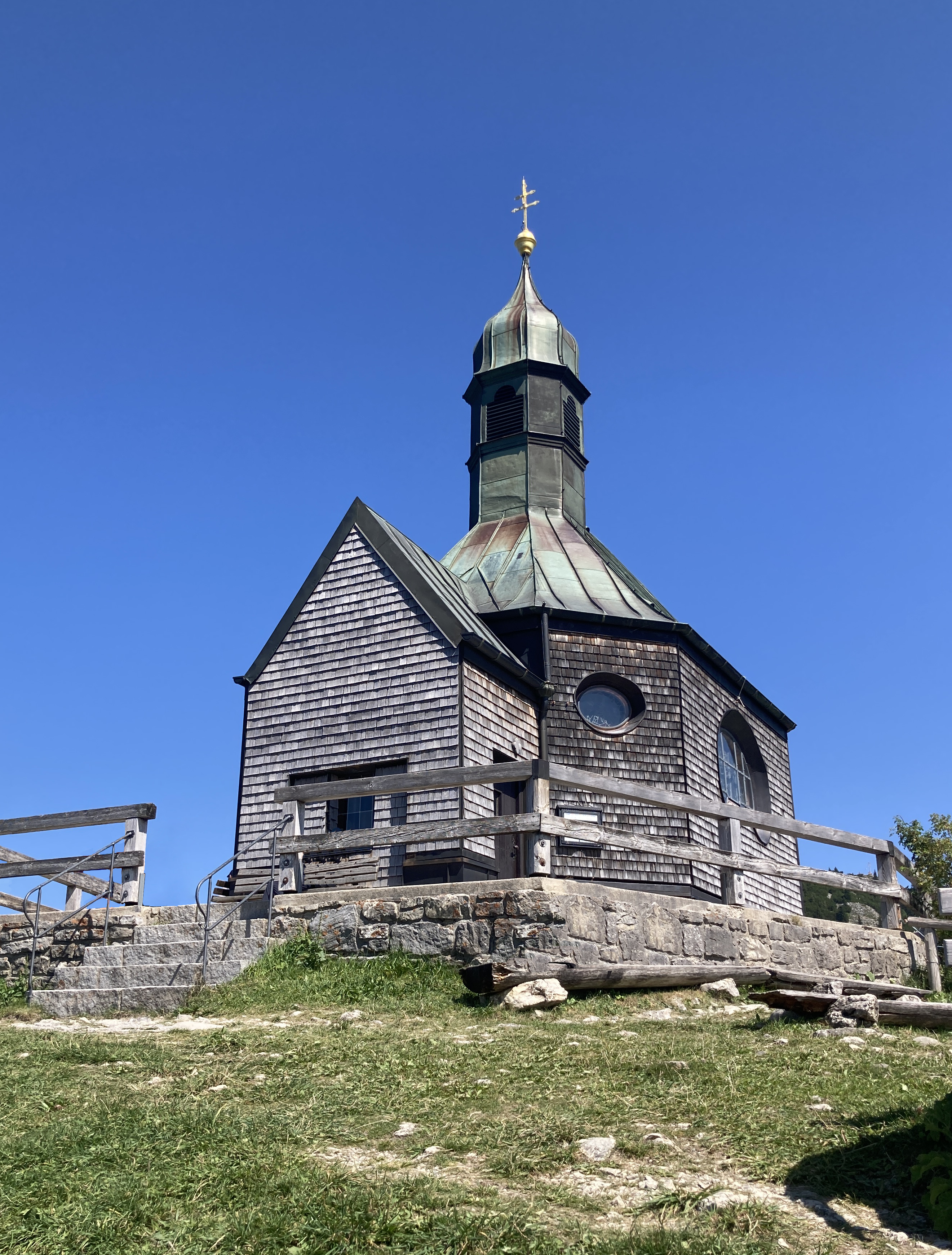
Kapelle Heilig Kreuz in Wallberg

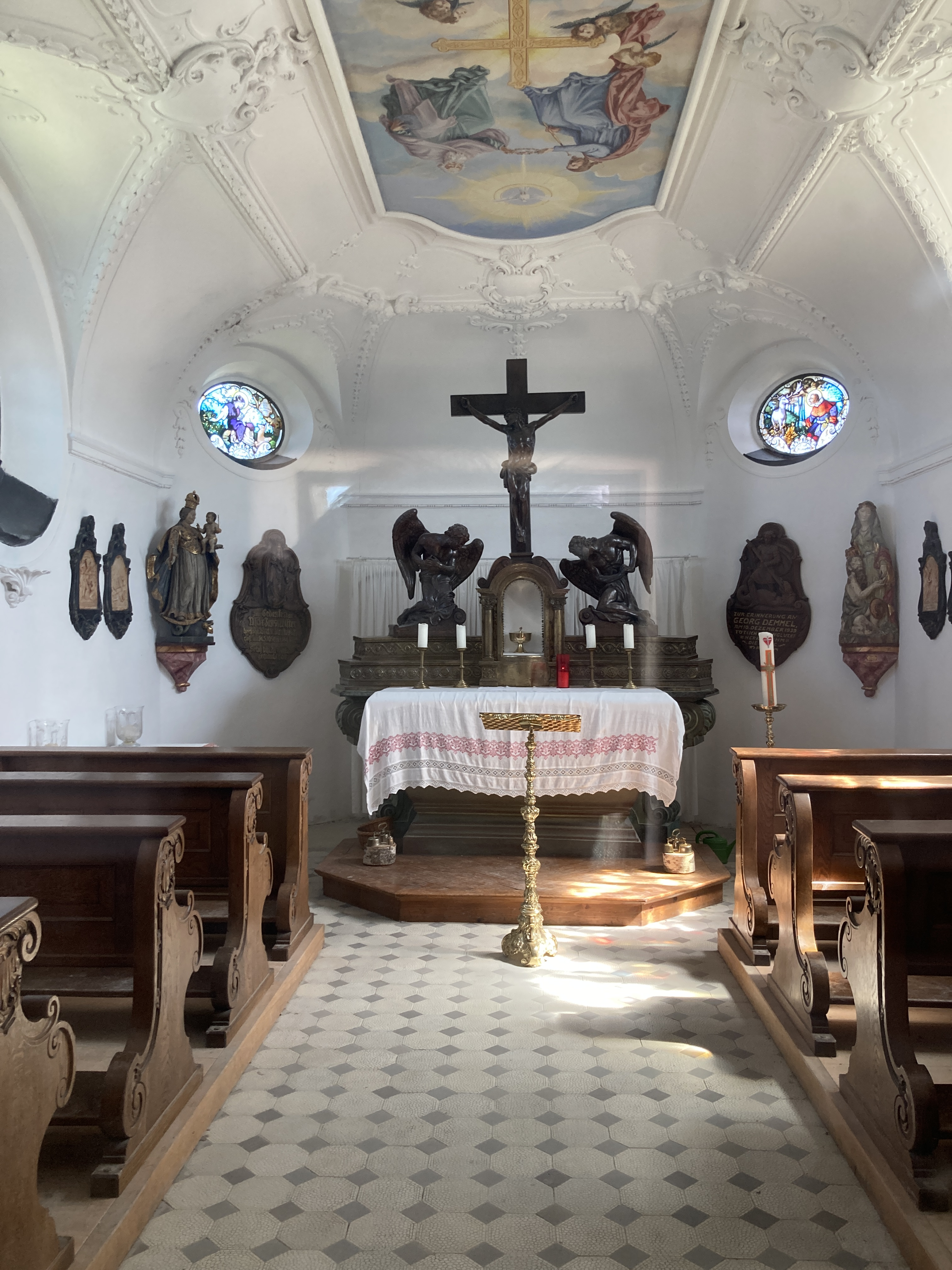
Blick zum Altar

Die römisch-katholische Kapelle Heilig Kreuz (auch Wallbergkirchlein) steht in Wallberg, einem Gemeindeteil von Rottach-Egern im oberbayerischen Landkreis Miesbach. Das Bauwerk ist in der Liste der Baudenkmäler in Rottach-Egern als Baudenkmal unter der Nummer D-1-82-129-46 eingetragen. Die Kirche gehört zum Dekanat Miesbach im Erzbistum München und Freising.

## Beschreibung
Der neobarocke Zentralbau auf dem Wallberg wurde 1907 nach einem Entwurf von Hans Schurr erbaut. Das mit Schindeln bekleidete Oktogon ist mit einem von einer Laterne gekrönten Zeltdach bedeckt. Im Nordosten ist der dreiseitig geschlossene Chor angefügt, der Vorbau im Südwesten birgt das Portal.